# Y̏
Cette page contient des caractères spéciaux ou non latins. S’ils s’affichent mal (▯, ?, etc.), consultez la page d’aide Unicode.
Y̏ (minuscule : y̏), appelé Y double accent grave, est une lettre latine utilisé dans certaines transcriptions phonétiques.
Il s’agit de la lettre Y diacritée d’un double accent grave.

## Utilisation
Le Y double accent grave est utilié dans l’étude dialectale du croate.

## Usage informatique
Le Y double accent grave peut être représenté avec les caractères Unicode suivants : 
- décomposé (latin de base, diacritiques) :

| formes    | représentations | chaînes de caractères | points de code | descriptions                                              |
| --------- | --------------- | --------------------- | -------------- | --------------------------------------------------------- |
| majuscule | Y̏               | Y◌̏                    | U+0059 U+030F  | lettre majuscule latine y diacritique double accent grave |
| minuscule | y̏               | y◌̏                    | U+0079 U+030F  | lettre minuscule latine y diacritique double accent grave |